# Équipe d'Azerbaïdjan espoirs de football
Maillots
L'équipe d'Azerbaïdjan espoirs de football est une sélection de joueurs de moins de 21 ans azerbaïdjanais placée sous l'égide de la Fédération d'Azerbaïdjan de football.

## Parcours au Championnat d'Europe de football espoirs
- Avant 1996 : non inscrit.
- 1996 : Non qualifié
- 1998 : Non qualifié
- 2000 : Non qualifié
- 2002 : Non qualifié
- 2004 : Non qualifié
- 2006 : Non qualifié
- 2007 : Non qualifié
- 2009 : Non qualifié
- 2011 : Non qualifié
- 2013 : Non qualifié
- 2015 : Non qualifié
- 2017 : Non qualifié
- 2019 : Non qualifié
- 2021 : Non qualifié

## Sélection actuelle
Cette liste représente les joueurs appelés pour disputer les Éliminatoires du Championnat d'Europe de football espoirs 2023 contre l'Estonie, la Finlande et la Norvège les 3, 7 et 14 juin 2022.
Gardiens
- Yusif Imanov
- Nijat Mehbaliyev
- Eldar Tagizade
- Akpar Valiyev

Défenseurs
- Arsen Agjabayov
- Rufat Ahmadov
- Zamig Aliyev
- Asim Alizade
- Rahim Cafarli
- Elvin Jafarguliyev
- Rauf Hüseynli
- Elchin Mustafayev
- Nihad Guliyev
- Ismayil Zulfugarli

Milieux
- Rufat Abdullazade
- Sabuhi Abdullazade
- Jeyhun Nuriyev
- Adilkhan Garahmadov
- Shakir Seyidov
- Farid Yusifli

Attaquants
- Rustam Akhmedzade
- Ildar Alekperov
- Musa Gurbanli
- Emil Safarov